# Pierre Blondiaux
Pierre Auguste Blondiaux (23. januar 1922 - 14. april 2003) var en fransk roer, født i Paris.
Blondiaux vandt ved OL 1952 i Helsinki en sølvmedalje i firer uden styrmand, hvor Jean-Jacques Guissart, Marc Bouissou og Roger Gautier udgjorde resten af besætningen. I finalen blev franskmændene besejret af den jugoslaviske båd, mens Finland fik bronze. Det var det eneste OL han deltog i.
Blondiaux vandt desuden to EM-bronzemedaljer, en i firer uden styrmand i 1951 og en i otter i 1953.

## OL-medaljer
- 1952:  Sølv i firer uden styrmand